# Bulbophyllum paluense
Bulbophyllum paluense là một loài thực vật có hoa trong họ Lan. Loài này được Garay ex W.E.Higgins mô tả khoa học đầu tiên năm 2009.